# Hôtel (série télévisée)
Pour les articles homonymes, voir Hotel.
Hôtel (Hotel) est un feuilleton télévisé américain en 115 épisodes de 45 minutes, créé par Aaron Spelling d'après le roman éponyme Hôtel Saint-Gregory d'Arthur Hailey paru en 1965  (qui avait également inspiré le film du même nom de 1967) et diffusé entre le 21 septembre 1983 et le 5 mai 1988 sur le réseau ABC.
Au Québec, le feuilleton a été diffusé à partir du pilote dès le 11 septembre 1984 sur le réseau TVA. En France, (pilote non doublé) seules les saisons 1 et 2 ont été diffusées du 14 septembre 1985 au 25 mars 1986 sur Antenne 2. Rediffusion à partir du 30 mai 1987 sur La Cinq. En Belgique, Les saisons 1 à 4 seront diffusées sur RTL Télévision. La saison 5 n'ayant jamais été doublée en français, elle reste inédite. Enfin, rediffusion des saisons 1 et 2, du 26 août 1996 au 28 novembre 1996 sur TF1.

## Synopsis
Le Saint Gregory est sans nul doute le plus select des palaces de San Francisco. En bon directeur adjoint, Peter McDermott est au petit soin avec ses clients huppés, dont il cerne très vite les personnalités. Il est assisté par la jolie brune Christine, dont il est amoureux. Autour de ce tandem, Mark Danning est responsable des relations publiques, Dave et Megan Kendall occupent, quant à eux, respectivement les postes de groom et hôtesse d’accueil. En haut de la hiérarchie, la vieille Victoria Cabot veille à la bonne conduite de l’affaire de sa belle-sœur, Laura Trent. Et chaque jour, politiciens, princesses, jeunes mariés et vieux couples viennent passer un séjour de rêves, emmenant avec eux leurs petits ennuis et grands tracas...

## Distribution
- James Brolin (VF : Pierre Hatet) : Peter McDermott
- Connie Sellecca (VF : Pauline Larrieu) : Christine Francis
- Shari Belafonte (VF : Maïk Darah) (saison 1) puis Christine Verger (saisons 2 à 5) : Julie Gillette
- Nathan Cook (VF : Greg Germain) : Billy Griffin
- Michael Spound (VF : Luq Hamet) (saisons 1 et 2) puis Éric Baugin (saisons 3 et 4) : Dave Kendall (saisons 1 à 4, invité saison 5)
- Heidi Bohay (en) (VF : Jeanine Forney) (saisons 1 à 3) puis Véronique Alycia (saison 4) : Megan Kendall (saisons 1 à 4, invitée saison 5)
- Shea Farrell (VF : Vincent Violette) (saisons 1 et 2) puis Luc Bernard (saison 3) : Mark Danning (saisons 1 à 3)
- Anne Baxter (VF : Lita Recio) : Victoria Cabot (saisons 1 à 3)

### Pilote
1. Pilote (Hotel) (100 minutes)

### Première saison (1983-1984)
1. Ténèbres (Blackout)
2. Le Choix (Choices)
3. Charades (Charades)
4. Secrets (Secrets)
5. Retour de flammes (Relative Loss)
6. Le Poids du passé (Flashback)
7. Confrontations (Confrontations)
8. Accepter la différence (Faith, Hope & Charity)
9. Déceptions (Deceptions)
10. Surenchères (The Offer)
11. Joyeux Noël (Christmas)
12. Destinées (Designs)
13. Miroir Brisé (Reflections)
14. Deux ou Trois Princes charmants (Tomorrows)
15. Un garde du corps trop consciencieux (Passages)
16. Erreur d'identité (Mistaken Identities)
17. Le Mariage (The Wedding)
18. Souvenirs (Memories)
19. Encores (Encores)
20. Kaléidoscope (Prisms)
21. Le Procès (Trials)
22. La Marque du passé (Lifelines)

### Deuxième saison (1984-1985)
1. Ennemis intimes (Intimate Strangers)
2. Un visiteur de marque (Flesh and Blood)
3. Apparences trompeuses (Fantasies)
4. Désillusions (Transitions)
5. La Crème fouettée (Outsiders)
6. Mise au point (Vantage Point)
7. Divergences d'opinion (Ideals)
8. Épilogue (Final Chapters)
9. La Chute d'une idole (Fallen Idols)
10. Un marché de dupes (Promises)
11. La Thaïlandaise (Love and Honor)
12. Le Renouveau (New Beginnings)
13. La Croisée des chemins (Crossroads)
14. Noces de rubis (Anniversary)
15. Jeux dangereux (Distortions)
16. Gardez le silence (Sleeping Dogs)
17. À vos marques (Bystanders)
18. Confusions (Identities)
19. Passés composés (Images)
20. Fin de la route (Skeletons)
21. L'Homme de l'année (Illusions)
22. Retrouvailles (Detours)
23. L'Emprise du passé (Resolutions)
24. Obsessions (Obsessions)
25. Lost and Found (Lost and Found)
26. La Médaille et son revers (Wins and Losses)
27. Passeport (Passports)
28. Variations sur le couple (Hearts and Minds)

### Saison 3 (1985-1986)[5]
1. Quiproquos (Missing Pieces)
2. Titre français inconnu (Rallying Cry)
3. Titre français inconnu (Imperfect Union)
4. Parcours difficile (Pathways)
5. Une Seconde Chance (Second Offense)
6. Titre français inconnu (Saving Grace)
7. Echos (Echoes)
8. Titre français inconnu (Celebrations)
9. Meurtre par intérim (Cry Wolf)
10. Les Ombres du Passé (1) (Shadows of Doubt (1))
11. Les Ombres du Passé (2) (Shadows of Doubt (2))
12. Le Bouc Emissaire (Scapegoats)
13. Titre français inconnu (Recrimination)
14. Titre français inconnu (Child's Play)
15. Titre français inconnu (Facades)
16. Titre français inconnu (Lovelines)
17. Titre français inconnu (Heroes)
18. Titre français inconnu (Harassed)
19. Titre français inconnu (Triangles)
20. Titre français inconnu (Hidden Talents)
21. Titre français inconnu (Hearts divided)
22. Titre français inconnu (Changes of Heart)
23. Titre français inconnu (Promises to keep)
24. Titre français inconnu (Separations)
25. Titre français inconnu (Horizons)

## Commentaires
- Dans la lignée de La croisière s'amuse ou L'Île fantastique, la série met en scène de nombreuses vedettes du petit et du grand écran, qui changent à chaque épisode.
- Anne Baxter est décédée d'un anévrisme en décembre 1985. Douze épisodes de la seconde moitié de la troisième saison avaient déjà été tournés.
- En 2003, vingt ans après le début de la série originale, Aaron Spelling essaya d'en faire un remake mais le projet avorta. Il mettait en vedette Christina Vidal[6] et Michael Jai White[7].